# 夏季帕拉林匹克運動會
，簡稱帕運會，是一种由存在身体障碍的運動員參與的国际綜合運動會。帕運會各赛事分為不同障礙等級，包含截肢、視力障礙、腦性麻痺等。夏季帕拉林匹克運動會每4年舉行一次，由國際帕拉林匹克委員會主辦。獎勵授予則是追隨自1904年奥林匹克運動會，第一為金牌，第二為银牌，第三為铜牌。
美国和英国都主辦2次帕運會。澳大利亞、加拿大、中國、希臘、以色列、義大利、日本、荷蘭、南韓、西班牙和西德也主辦過帕運會。在2016年夏季帕拉林匹克運動會，由巴西里約熱內盧舉辦，是第一個南美洲主辦夏季賽事。東京是第一個同一城市舉辦兩次的城市：1964及2020。
阿根廷、澳大利亞、奧地利、比利時、法國、英國、愛爾蘭、以色列、義大利、荷蘭、瑞士、美國 等12個國家參與了每屆夏季帕運。澳大利亞、奧地利、法國、英國、義大利、荷蘭及美國七個國家每屆都獲得金牌：
美國曾有過8次帕運會獎牌榜第一的紀錄：1964、1968、1976、1980、1984、1988、1992、1996。中國則有4次帕運會獎牌榜第一紀錄： 2004、2008、2012和2016。義大利（1960）、西德（1972）、澳大利亞（2000）則各一次。

## 資格
身障者體育運動的資格規則由國際聯合會 (IF)制定，该组织負責該運動的國際比賽。

## 歷史
第一屆公認的帕運會為1960年夏季帕拉林匹克運動會。約400運動員及23國家參與該次帕運，當時只有輪椅使用者參與。
1976年夏季帕拉林匹克運動會有不同的身障運動員被第一次包括在夏季帕運會。同時隨著更多身障分級的列入，1976年夏季運動會擴大到來自40個國家的1600名運動員。
1988年夏季帕拉林匹克運動會是第一個在當年奧運會同一地點（因此使用相同的設施）。從此帕運會就在與奧運會同一個地點舉行，與奧運會有2個星期的差距，此前只有1960年夏季帕拉林匹克運動會和1964年夏季帕拉林匹克運動會與當年夏季奧運會同一地點。
1992年夏季帕拉林匹克運動會和1992年冬季帕拉林匹克運動會為最後一次夏季殘奧會和冬季殘奧會同年舉行的賽事，從1994年冬季帕拉林匹克運動會開始夏季殘奧會和冬季殘奧會以相隔一个偶数年的时段错开举办。
2016年夏季帕拉林匹克運動會由巴西里约热内卢舉辦，成為第一個在拉丁美洲及南美洲舉行的帕運賽事。
2020年夏季帕拉林匹克運動會主辦城市日本東京成為第一個舉辦兩次帕運會賽事的城市，同時由於該屆夏季殘奧會延期一年舉行，与2022年冬季帕拉林匹克運動會的间隔缩短为半年，這是自1994年冬季殘疾人奧林匹克運動會與夏季殘疾人奧林匹克運動會錯開舉辦以來，間隔最短的一次。
2022年冬季帕拉林匹克運動會主辦城市中华人民共和国北京成為第一個舉辦夏季帕運會和冬季帕運會賽事的城市。

## 分類

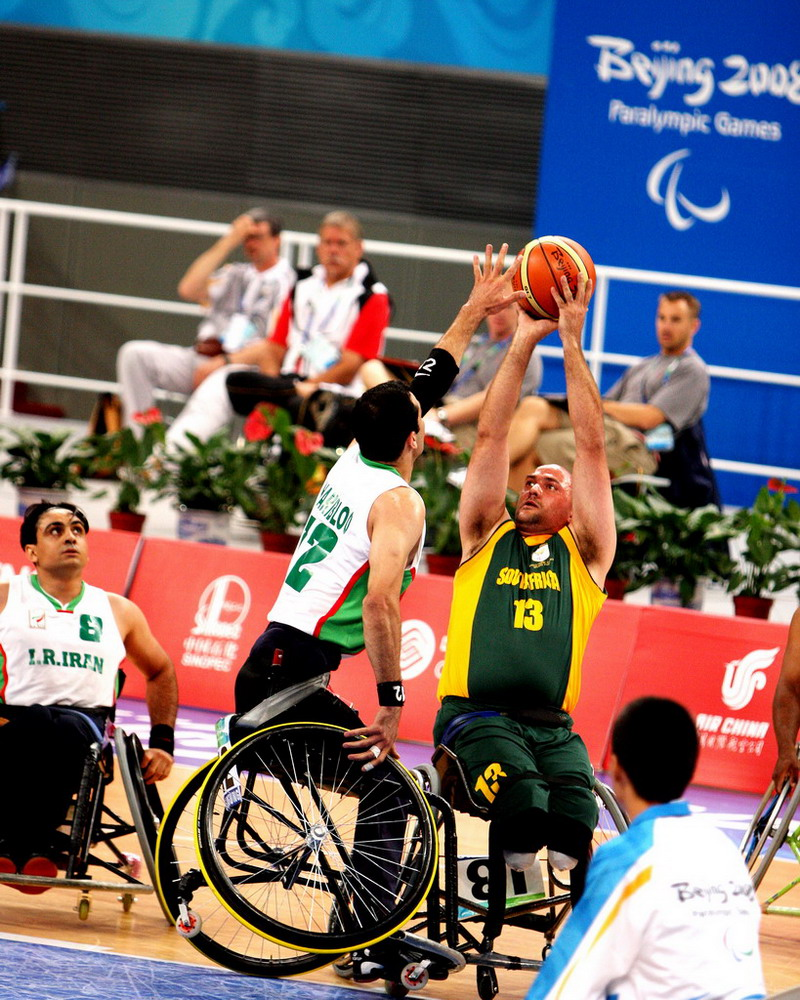
A wheelchair basketball game at the 2008 Summer Paralympics

參賽者的身障狀況分為十種：肌肉力量受損、動作範圍限制，肢體不全，腿長差異、身材矮小、張力亢進、失調、手足徐動症、視力障礙和智力障礙。依据具體的實際競爭要求，每個帕運會項目有自己的分類。項目的編號由數字和字母組成，描述競賽類型和運動員的分類。有些項目如田徑，除了身障類別和嚴重程度以外，其他項目如游泳，來自不同類別的集體競爭對手一起，唯一的分別是基於身障的嚴重性。在十個身障類別中，運動員仍然需要根據其損傷程度進行分割。分類系統不同於體育運動，而是打算甚至運動場地，以允許盡可能多的運動員參與。分類根據執行運動所需的不同技能而有所不同。

## 獎牌統計
顯示前10名代表團官方資料於國際帕拉林匹克委員會。
| No. | 代表團        | 賽事 | 金牌 | 銀牌 | 銅牌 | 總計 |
| --- | ------------- | ---- | ---- | ---- | ---- | ---- |
| 1   | 美国（USA）   | 15   | 737  | 659  | 658  | 2054 |
| 2   | 英国（GBR）   | 15   | 626  | 584  | 579  | 1789 |
| 3   | 德国（GER）   | 15   | 487  | 491  | 465  | 1323 |
| 4   | 中国（CHN）   | 9    | 442  | 340  | 251  | 1033 |
| 5   | （AUS）       | 15   | 368  | 393  | 364  | 1125 |
| 6   | 加拿大（CAN） | 13   | 355  | 299  | 322  | 976  |
| 7   | 法国（FRA）   | 15   | 311  | 320  | 318  | 949  |
| 8   | 荷兰（NED）   | 15   | 264  | 233  | 217  | 714  |
| 9   | 瑞典（SWE）   | 14   | 235  | 227  | 175  | 637  |
| 10  | 波兰（POL）   | 13   | 223  | 216  | 187  | 626  |
| 11  | 西班牙（ESP） | 13   | 212  | 220  | 229  | 661  |
| 12  | 意大利（ITA） | 15   | 153  | 173  | 182  | 530  |

## 比賽項目

### 當前項目
- 射箭
- 田徑
- 羽球
- 硬地滾球
- 輕艇
- 自由車
  - 場地自由車
  - 公路自由車
- 馬術
- 五人制足球
- 盲人門球
- 柔道
- 健力
- 划船
- 射擊
- 游泳
- 桌球
- 跆拳道
- 鐵人三項
- 坐式排球
- 輪椅籃球
- 輪椅擊劍
- 輪椅橄欖球
- 輪椅網球

### 過去項目
- 智障籃球
- 智障足球
- 七人制足球
- 草地滾球
- 帆船
- 司諾克
- 弓射飛鏢
- 舉重
- 角力

## 历届夏季帕運会一览
| 屆次 | 主辦地                         | 帕拉林匹克運動會宣佈開幕者       | 日期                                                     | 參賽國家及地區 | 運動員人數 | 大項  | 小項    |
| ---- | ------------------------------ | -------------------------------- | -------------------------------------------------------- | -------------- | ---------- | ----- | ------- |
| 一   | 義大利羅馬                     | 卡米洛·贾尔迪纳公共卫生部长      | 1960年9月18日至1960年9月25日                             | 23             | 400        | 8     | 57      |
| 二   | 日本東京                       | 明仁皇太子                       | 1964年11月3日至1964年11月12日                            | 21             | 375        | 9     | 144     |
| 三   | 以色列特拉維夫                 | 伊加尔·阿隆副总理                | 1968年11月4日至1968年11月13日                            | 29             | 750        | 10    | 181     |
| 四   | 西德海德堡                     | 古斯塔夫·海涅曼总统              | 1972年8月2日至1972年8月11日                              | 43             | 987        | 10    | 187     |
| 五   | 加拿大多倫多                   | 朱尔斯·莱杰总督                  | 1976年8月2日至1976年8月11日                              | 40             | 1657       | 13    | 447     |
| 六   | 荷蘭阿納姆                     | 玛格麗特公主                     | 1980年6月21日至1980年6月30日                             | 43             | 1973       | 13    | 447     |
| 七   | 美国紐約 · 英国斯托克·曼德維爾 | 罗纳德·里根总统 威爾斯親王查爾斯 | 1984年6月16日至1984年6月30日 1984年7月22日至1984年8月1日 | 45 41          | 1800 1100  | 15 10 | 300 603 |
| 八   | 漢城（今首爾）                 | 卢泰愚总统                       | 1988年10月15日至1988年10月24日                           | 61             | 3057       | 18    | 732     |
| 九   | 西班牙巴塞羅那 · 西班牙馬德里  | 胡安·卡洛斯一世国王              | 1992年9月3日至1992年9月14日 1992年9月15日至1992年9月22日 | 82             | 3020       | 15    | 487     |
| 十   | 美国亞特蘭大                   | 阿尔·戈尔副总统                  | 1996年8月16日至1996年8月25日                             | 104            | 3259       | 20    | 508     |
| 十一 | 悉尼                           | 威廉·帕特里克·迪恩总督           | 2000年10月18日至2000年10月29日                           | 122            | 3846       | 20    | 551     |
| 十二 | 希腊雅典                       | 科斯蒂斯·斯特凡诺普洛斯总统      | 2004年9月17日至2004年9月28日                             | 144            | 3806       | 19    | 519     |
| 十三 | 中国北京                       | 胡锦涛主席                       | 2008年9月6日至2008年9月17日                              | 148            | 3985       | 20    | 472     |
| 十四 | 英国倫敦                       | 伊利莎白二世女王                 | 2012年8月29日至2012年9月9日                              | 164            | 3985       | 20    | 503     |
| 十五 | 巴西里約熱內盧                 | 米歇爾·特梅爾总统                | 2016年9月7日至2016年9月18日                              | 170            | 4342       | 22    | 528     |
| 十六 | 日本東京                       | 德仁天皇                         | 2021年8月24日至2021年9月5日                              | 163            | 4403       | 22    | 539     |
| 十七 | 法國巴黎                       |                                  | 2024年8月28日至2024年9月8日                              | 184            | 4440       | 22    | 549     |
| 十八 | 美国洛杉磯                     |                                  | 2028年8月15日至2024年8月27日                             |                |            | 23    |         |
| 十九 | 布里斯本                       |                                  | 2032年8月24日至2032年9月5日                              |                |            |       |         |
| 二十 |                                |                                  | TBA                                                      |                |            |       |         |

## 另見
- 帕拉林匹克運動會獎牌統計
- 帕拉林匹克運動會的舞弊行為（英语：Cheating at the Paralympic Games）
- 冬季帕拉林匹克運動會
- 綜合運動會
- 夏季奥林匹克运动会

## 註解
1. ↑  "Paralympics traces roots to Second World War" （页面存档备份，存于）, CBC, September 3, 2008
2. ↑  . Government of Canada.   [2010-04-07]. （原始内容存档于2010-03-12）.
3. 1 2  姬烨; 王梦. . 北京. 新華社. 2020-04-01  [2021-11-13]. （原始内容存档于2021-12-24） （中文（中国大陆））. 在现代奥林匹克的历史上，1924年至1992年的夏季奥运会和冬季奥运会均在同年举行。从1994年利勒哈默尔冬奥会起，冬奥会与上一届夏奥会的间隔通常为一年半。但东京奥运会在延期一年之后，与北京冬奥会（2022年2月4日开幕）的间隔缩短为半年。
4. ↑  . RFI. 2022-02-05  [2022-02-06]. （原始内容存档于2022-02-22）.
5. ↑  .   [2017-01-15]. （原始内容存档于2014-03-16）.
6. ↑  . 英国广播公司. 28 August 2008  [25 December 2015]. （原始内容存档于2009-07-24）.
7. ↑  1990年前以西德 (FRG)為主，不包含東德 (GDR)。

## 外部連結
- Official Site of the Paralympic Movement （页面存档备份，存于）